# Segunda División de Montenegro 2006-07
La Segunda División de Montenegro 2006-07 fue la primera edición del nuevo campeonato de fútbol surgido tras la independencia de Montenegro en mayo de ese mismo año. El campeonato regular comenzó apenas dos meses después de la mencionada independencia, el 13 de agosto de 2006 y finalizó el 27 de mayo de 2007. Los play-off por el ascenso se disputaron los días 2 y 9 de junio.
El Fudbalski Klub Lovćen de la ciudad de Cetiña se proclamó campeón, convirtiéndose así en el primer equipo en lograr el ascenso a Primera División, fue acompañado por el Fudbalski Klub Bokelj de Kotor que ascendió como segundo clasificado tras vencer en el play-off al Fudbalski Klub Jedinstvo Bijelo Polje. Por otro lado el Fudbalski Klub Zora y el Fudbalski Klub Mornar descendieron a la Tercera División tras finalizar en última y penúltima posiciones respectivamente.

## Datos de los clubes
| Equipo                          | Ciudad    | Estadio                          | Capacidad |
| ------------------------------- | --------- | -------------------------------- | --------- |
| Fudbalski Klub Arsenal Tivat    | Tivat     | Stadion U Parku                  | 1.000     |
| Fudbalski Klub Bokelj           | Kotor     | Stadion Pod Vrmcem               | 5.000     |
| Fudbalski Klub Bratstvo Cijevna | Podgorica | Stadion Bratstva                 | 200       |
| Fudbalski Klub Čelik Nikšić     | Nikšić    | Stadion Željezare                | 1.700     |
| Fudbalski Klub Crvena Stijena   | Podgorica | Stadion Crvena Stijena           | 300       |
| Fudbalski Klub Gusinje          | Gusinje   | Gradski Stadion de Gusinje       | 1.000     |
| Fudbalski Klub Ibar             | Rožaje    | Stadion Bandzovo Brdo            | 500       |
| Fudbalski Klub Jezero Plav      | Plav      | Stadion Pod Racinom              | 5.000     |
| Fudbalski Klub Lovćen           | Cetiña    | Stadion Obilića Poljana          | 2.000     |
| Fudbalski Klub Mornar           | Bar       | Stadion Topolica                 | 6.000     |
| Fudbalski Klub Zabjelo          | Podgorica | Stadion Zabjelo                  | 300       |
| Fudbalski Klub Zora             | Spuž      | Stadion Kraj Zeljeznicke Stanice | 1.200     |

## Sistema de competición
La Segunda División de Montenegro 2006-07 estuvo organizada por la Federación de Fútbol de Montenegro.
Contó con un grupo único integrado por doce clubes de toda la geografía montenegrina. Siguiendo un sistema de liga, los doce equipos se enfrentaron todos contra todos en dos ocasiones -una en campo propio y otra en campo contrario- sumando un total de 22 jornadas. El orden de los encuentros se decidió por sorteo antes de empezar la competición. Los emparejamientos de la tercera ronda se fijaron de acuerdo a la clasificación tras las dos primeras rondas, dando a cada equipo un tercer partido contra cada oponente para un total de 33 partidos por equipo.
La clasificación final se estableció con arreglo a los puntos obtenidos en cada enfrentamiento, a razón de tres por partido ganado, uno por empatado y ninguno en caso de derrota. Si al finalizar el campeonato dos equipos igualaron a puntos, los mecanismos para desempatar la clasificación son los siguientes:
1. El que tenga una mayor diferencia entre goles a favor y en contra en los enfrentamientos entre ambos. (Golaverage)
2. Si persiste el empate, se tiene en cuenta la diferencia de goles a favor y en contra en todos los encuentros del campeonato.
3. Si aún persiste el empate, se tiene en cuenta el mayor número de goles a favor en todos los encuentros del campeonato.

Si el empate a puntos es entre tres o más clubes, los sucesivos mecanismos de desempate fueron los siguientes: 
1. La mejor puntuación de la que a cada uno corresponda a tenor de los resultados de los partidos jugados entre sí por los clubes implicados.
2. La mayor diferencia de goles a favor y en contra, considerando únicamente los partidos jugados entre sí por los clubes implicados.
3. La mayor diferencia de goles a favor y en contra teniendo en cuenta todos los encuentros del campeonato.
4. El mayor número de goles a favor teniendo en cuenta todos los encuentros del campeonato.
5. El club mejor clasificado con arreglo a los baremos de fair play.

### Efectos de la clasificación
El equipo que más puntos sumó al final del campeonato fue proclamado campeón de liga y obtuvo el ascenso automático a Primera División, el subcampeón y el tercer clasificado disputaron la ronda de play-offs por el ascenso con el undécimo y décimo clasificados de Primera respectivamente.
Los clasificados en posición 11º y 12º descendieron automáticamente a Tercera División siendo remplazados por los dos equipos que vencieron en la ronda de play-offs por el ascenso a Segunda División. 

## Clasificación
|  |     | Equipos de fútbol      | PJ | G  | E  | P  | GF | GC | Dif | Pts |
|  | --- | ---------------------- | -- | -- | -- | -- | -- | -- | --- | --- |
|  | 1.  | F. K. Lovćen (C)       | 33 | 21 | 6  | 6  | 50 | 21 | +29 | 69  |
|  | 2.  | F. K. Bokelj (A)       | 33 | 20 | 6  | 7  | 57 | 24 | +33 | 66  |
|  | 3.  | F. K. Ibar             | 33 | 19 | 6  | 8  | 42 | 25 | +17 | 63  |
|  | 4.  | F. K. Zabjelo          | 33 | 14 | 8  | 11 | 50 | 40 | +10 | 50  |
|  | 5.  | F. K. Arsenal Tivat    | 33 | 11 | 10 | 12 | 40 | 38 | +2  | 43  |
|  | 6.  | F. K. Gusinje          | 33 | 10 | 10 | 13 | 32 | 43 | -11 | 40  |
|  | 7.  | F. K. Bratstvo Cijevna | 33 | 10 | 9  | 14 | 35 | 41 | -6  | 39  |
|  | 8.  | F. K. Crvena Stijena   | 33 | 10 | 9  | 14 | 29 | 37 | -8  | 39  |
|  | 9.  | F. K. Jezero           | 33 | 11 | 5  | 17 | 27 | 42 | -15 | 38  |
|  | 10. | F. K. Čelik            | 33 | 11 | 5  | 17 | 31 | 47 | -16 | 36  |
|  | 11. | F. K. Mornar (D)       | 33 | 9  | 8  | 16 | 27 | 40 | -13 | 35  |
|  | 12. | F. K. Zora (D)         | 33 | 9  | 5  | 19 | 30 | 52 | -22 | 32  |

Pts = Puntos; PJ = Partidos Jugados; G = Partidos Ganados; E = Partidos Empatados; P = Partidos Perdidos; GF = Goles Anotados; GC = Goles Recibidos; Dif = Diferencia de goles
|  | Asciende a Primera División.               |
|  | Clasificado para los play-offs de ascenso. |
|  | Desciende a Tercera División.              |

| (C) Campeón    |
| (A) Ascendido  |
| (D) Descendido |

## Play-offs
El segundo clasificado se mide al penúltimo clasificado de Primera y el tercer clasificado se mide al antepenúltimo clasificado de Primera, los dos equipos que ganen los play offs jugarán en la Primera División de Montenegro 2007/08 y los que los pierdan jugarán en la Segunda División de Montenegro.

### F. K. Jedinstvo - F. K. Bokelj
| 2 de junio de 2007, 17:30 (CEST) | Fudbalski Klub Bokelj | 4:1 | Fudbalski Klub Jedinstvo Bijelo Polje | Stadion Pod Vrmcem, Kotor      |  |
|                                  |                       |     |                                       | Asistencia: 3.000 espectadores |  |

| 9 de junio de 2007, 17:30 (CEST) | Fudbalski Klub Jedinstvo Bijelo Polje | 1:0 | Fudbalski Klub Bokelj | Grandski Stadion de Bijelo Polje, Bijelo Polje |  |
|                                  |                                       |     |                       | Asistencia: 1.000 espectadores                 |  |

| Asciende a Primera Fudbalski Klub Bokelj |

### F. K. Dečić - F. K. Ibar
| 2 de junio de 2007, 17:30 (CEST) | Fudbalski Klub Ibar | 2:2 | Fudbalski Klub Dečić Tuzi | Stadion Bandzovo Brdo, Rožaje |  |
|                                  |                     |     |                           | Asistencia: 500 espectadores  |  |

| 9 de junio de 2007, 17:30 (CEST) | Fudbalski Klub Dečić Tuzi | 1:0 | Fudbalski Klub Ibar | Stadion Tuško Polje, Tuzi    |  |
|                                  |                           |     |                     | Asistencia: 800 espectadores |  |

| Se mantiene en Primera División Fudbalski Klub Dečić Tuzi |